# Aéroport international Cyril E. King
L'aéroport international Cyril E. King (code IATA : STT • code OACI : TIST) est le principal aéroport de l'archipel des îles Vierges des États-Unis qui dessert les deux îles de Saint Thomas et de Saint John. Sainte-Croix étant située beaucoup plus au Sud, elle est desservie par un autre aéroport.
L'aéroport se situe à 3 km à l'Ouest de Charlotte Amalie, la capitale du territoire. Il était nommé auparavant aéroport Harry S Truman jusqu'en 1984, où il a pris le nom de Cyril Emanuel King, le deuxième gouverneur élu de l'archipel entre 1975 et 1978.
L'aéroport est constitué d'une seule piste avec 11 terminaux. En 2008, il y a eu 84 273 opérations aériennes.